# Robin Weisman
Robin Weisman (* 14. März 1984 in Hollywood, Florida) ist eine US-amerikanische Schauspielerin.

## Filmografie
- 1990: Drei Männer und eine kleine Lady (Three Men and a little Lady)
- 1993: Signum des Ritualmörders (Keys)
- 1993: Thunder in Paradise (nur Pilotfolge)